# シクンシ科
シクンシ科（シクンシか、Combretaceae） は、双子葉植物フトモモ目の科で、旧世界の熱帯・亜熱帯に分布する木本（つる植物を含む）、14-20属600種ほどからなる。
花は両性または単性で、子房下位、4-5数性、雄蕊は5から多数ある。マングローブ樹種もあり、これらは胎生種子をつける。日本ではモモタマナが南西諸島・小笠原諸島に自生および栽培され、ヒルギモドキが琉球諸島（沖縄県）のマングローブに自生する。
利用としてはシクンシが薬用に用いられ、モモタマナは食用または薬用にされる。また、モモタマナ属の（インディアン）シルバーグレイウッド（英: (Indian) silver grey wood）、イディグボ（idigbo、これはナイジェリアのヨルバ語由来の呼称であり、コートジボワールのアニ語由来のフラミレ framiré とも呼ばれる）、インディアンローレル（英: Indian laurel; 別名: ロックファー、ロクハ rokfa）、リンバ（limba、これはコンゴ共和国・コンゴ民主共和国・アンゴラ由来の呼称であり、ヨルバ語由来のアファラ afara とも呼ばれる）は木材として国際的に流通する。

## 属
- （Anogeissus）- 2017年発表の論文ではモモタマナ属に移すのが妥当とされている[5]。
- （Buchenavia）- 2017年発表の論文ではモモタマナ属に移すのが妥当とされている[5]。
- （Bucida）- Maurin et al. (2017) によるとモモタマナ属に移されている。
- Calopyxis
- Calycopteris
- シクンシ属 Combretum
  - シクンシ（英語版） C. indicum - 花を鑑賞するほか、種子を使君子（しくんし）といい、駆虫薬として知られる。かつては Quisqualis indica の学名を与えられていたが、遺伝子解析により変更された。
  - モンゾ（英語版） C. imberbe - 大変硬く重い材をもち、レッドウッド（leadwood，鉛の木）とも呼ばれる。アフリカの南半球側に分布。
- Conocarpus
- Dansiea
- Guiera
- Laguncularia
- ヒルギモドキ属 Lumnitzera
  - ヒルギモドキ L. racemosa
- Macropteranthes
- Melostemon
- （Pteleopsis）- 2017年発表の論文ではモモタマナ属に移すのが妥当とされている[5]。
- Strephonema
- モモタマナ属 Terminalia
  - T. alata - GRINでは T. elliptica のシノニムとされている[6]。インディアンローレルの一種[3]。
  - アクスルウッド T. anogeissiana（シノニム: Anogeissus latifolia）[7]
  - アジュンナ T. arjuna
  - シルバーグレイウッド T. bialata (Roxb.) Steud. - 熱帯植物研究会 (1996:365) や Hassler (2019) などでは T. calamansanay (Blanco) Rolfe とシノニムの関係にあるとされているが、T. calamansanay の原記載文献 Rolfe (1884:310) はあくまでもフィリピン産植物に関する Fernandez-Villar (1880:80) で T. bialata として紹介されている種のシノニムであり、元々 T. bialata として記載され知られていた種とは別種として区別すべき旨を述べている。
  - モモタマナ T. catappa - 果実を食用とする。
  - ミロバラン（英語版） T. chebula - 果実を訶梨勒（かりろく）または訶子（かし）といい、生薬として珍重された。
  - T. coriacea - インディアンローレルの一種[3]。
  - T. crenulata - インディアンローレルの一種[3]。
  - フラミレ T. ivorensis
  - ヨン（ビルマ語: ရုံး）T. phillyreifolia（シノニム: Anogeissus acuminata）[8]
  - リンバ T. superba
  - クチナシミロバラン T. tomentosa Wight & Arn. - GRINでは T. elliptica のシノニムとされている[6]が、Hassler (2019) は T. coriacea のシノニムとしている。インディアンローレルの一種[2]。
- （Terminaliopsis）- Maurin et al. (2017) によるとモモタマナ属に移されている。
- Thiloa